# Галатасарайски лицей
Галатасарайският лицей (на османски турски: مکتب سلطانی Mekteb-i Sultânî) е елитно средно общообразователно училище разположено в Истанбул, Република Турция.

## История
Галатасарайското придворно училище е открито по време на царуването на султан Баязид II в 1481 година. През 1866 г. то е реорганизирано по модела на френската образователна система и става известен като Галатасарайски лицей. Лицеят е разположен в района Галатасарай в Галата на Истанбулския район Бейоглу, на европейския бряг на Босфора. Галатасарайския лицей е бил разделен на три секции, съответно за нисша, средна и висша класа. Училището разполагало със собствена турска баня и болница. Училищната програма съответствала на френския модел на обучение, само че вместо френски, латински и гръцки език се преподавали турски, арабски и персийски. Сред учителите имало турци и французи, а също гърци и арменци. Лицеят се грижел за осигуряване на учениците на столово хранене, униформи, тоалетни принадлежности, книги и учебни материали. След обявяването на Турската република (1923) училището получава сегашния статут на лицей. От 1968 г. тук се обучават и момичетата (те представляват около 40% от учениците). През 1992 г. е създаден с подкрепата на Франция и Галатасарайски университет, който сега формира единен академичен комплекс с лицея.
В училището са се учили известен брой българи, между които Тодор Каблешков, Стоян Михайловски, Константин Величков, Симеон Радев и др.